# 可能 (政党)
可能（義大利語：Possibile）是意大利的一个政党。该党成立于2015年6月21日，分裂自民主党。该党的意识形态是进步主义、社会民主主义、社会自由主义。该党的政治立场是中间偏左。该党的书记是Giuseppe Civati。该党的总部位于都灵。2015年，该党有4773名成员。该党是自由和平等的成员。

## 外部連結
- 官方网站
- Official website of Giuseppe Civati（页面存档备份，存于）
- Official blog of Giuseppe Civati（页面存档备份，存于）